# Hyperémie
L'hyperémie (qui peut aussi s'écrire « hyperhémie ») est un terme médical peu précis qui désignait autrefois une hausse anormale de l'afflux de sang dans un organe. En 1866 hyperémie du poumon est synonyme de congestion pulmonaire.
On parle plutôt aujourd'hui de congestion sanguine, mais le terme reste utilisé. Elle peut être extérieurement visible (rougeur, peau moite et chaude) ou non, exemples : hyperémie cérébrale déjà étudiée dans les années 1800,), hyperémie coronaire.

## Étymologie
Le terme est forgé sur le grec ὑπερ- (au-dessus, au-delà) et αῖμα (sang).

## Causes
L’hyperémie est généralement réactionnelle et peut avoir plusieurs causes dont :
- une hausse d'activité (par exemple musculaire) ;
- une inflammation ;
- certaines affections, comme les macules erythémateuses ;
- l'application de chaleur sur un organe
- l'application d'une substance chimique vasodilatatrice sur la peau ou son introduction percutanée ou dans un organe, avec par exemple l'histamine ou l'acide nicotique (source d'hyperémie périarticulaire[4]) ;
- la ligature d'un membre (qui en bloquant la circulation provoque un afflux de sang) ;
- une hyperémie réactionnelle peut être induite par une ischémie suivie d'une hypérémie (double stimulus). 
Ce phénomène est par exemple produit par le rétablissement brusque de la circulation sanguine, par exemple au moment du dégonflement d'une manchette gonflable d'un sphygmomanomètre faisant garrot, qui peut aussi générer des phénomènes sensoriels locaux et distant particuliers, certains de nature psychologique. C'est sur cette base qu'a été créé en 1954 par la médecine psychosomatique le "Test psychosomatique de l'Ischémie"[5] ;
- en réanimation ; le réveil d'un patient à la suite d'une opération neurochirurgicale (« hyperémie cérébrale du réveil »[6])

## Soins
Elle a en Europe autrefois été soignée par la saignée, puis à partir du XIXe siècle par la saignée, des alcalis et/ou le Nitrate de potasse ou encore par application de froid, puis au XXe siècle par divers médicaments, sur la base de diagnostics plus précis ou simplement par application de froid